# Loepa taipeishanis
Loepa taipeishanis är en fjärilsart som beskrevs av Clayton Dissinger Mell 1939. Loepa taipeishanis ingår i släktet Loepa och familjen påfågelsspinnare. Inga underarter finns listade i Catalogue of Life.